# Poggio Santa Cecilia
Poggio Santa Cecilia è una frazione del comune italiano di Rapolano Terme, nella provincia di Siena, in Toscana.

## Geografia fisica
Il borgo di Poggio Santa Cecilia è situato sulla sommità di una collina boscosa, lungo il raccordo Siena-Bettolle. L'intera collina è circondata da un fitto bosco, che i conti della Berardenga denominarono "Il bosco inglese".

## Storia
L'origine del nucleo fortificato è incerta, poiché non esistono documenti anteriori al XII secolo, ma secondo alcune fonti il luogo fu abitato inizialmente già in epoca etrusca.
Fino al 1260 Poggio Santa Cecilia appartenne ai castelli dei conti della Berardenga e nel 1271 fu sede di un giurisdicente civile dipendente dal podestà di Siena. La sua chiesa parrocchiale di Santa Maria in Ferrata nel XII secolo era di padronato della Badia de' Camaldolesi di Agnano in Val d'Ambra. L'altra chiesa parrocchiale portava il titolo di Santa Cecilia, ma nel 1484, a causa delle vertenze insorte tra i rettori delle medesime, per decreto del vescovo di Arezzo le due parrocchie furono riunite in una. Infine, con un altro decreto vescovile del giugno 1798, la cura di Santa Maria in Ferrata venne trasferita all'oratorio di San Pietro.
La frazione nel 1833 contava 315 abitanti e la corte del Poggio contava 31 poderi, che ad eccezione di 9, erano proprietà dell'antica famiglia nobile senese dei Buoninsegni, poi conti Tadini-Buoninsegni.
Nell'agosto del 1867 giunse a Poggio Santa Cecilia il patriota Giuseppe Garibaldi per curarsi, nelle terme di Rapolano, la ferita d'Aspromonte. Una targa, posta nella piazza del paese che gli è stata dedicata, ricorda l'avvenimento:
Pietro Leopoldo Buoninsegni

questa nuova piazza

diceva

per ricordare ai venturi

la dimora fatta in questa casa

dall'eroe dei due mondi

nel luglio MDCCCLXVII

onde attenuare

nelle prossime terme rapolanesi

lo scempio di Aspromonte.»
La lapide anticipa erroneamente di un mese la data del soggiorno. In realtà Garibaldi giunse a Poggio Santa Cecilia il 14 agosto del 1867, proveniente in treno da Siena, e vi rimase fino al 24, come del resto è testimoniato anche dall'analoga lapide visibile alle Terme Querciolaie. Ogni giorno si recava in carrozza ai bagni termali e rientrava la sera, accompagnato dai figli e dal seguito.
Oggi Poggio Santa Cecilia è un paese fantasma, completamente disabitato.

## Monumenti e luoghi d'interesse
Il paese è infine caratterizzato dalla dimora signorile già dei conti Tadini-Buoninsegni e dalla chiesa di San Pietro, nel cui interno si possono ammirare numerosi affreschi ed un organo a canne di notevole pregio.
Il borgo conserva parte della cinta muraria medievale, con l'antica porta sormontata dallo stemma dei Tadini-Buoninsegni e dalla balzana senese.
Nei pressi di Poggio Santa Cecilia si trova la chiesa di Santa Maria in Ferrata.

Immagini di Poggio Santa Cecilia
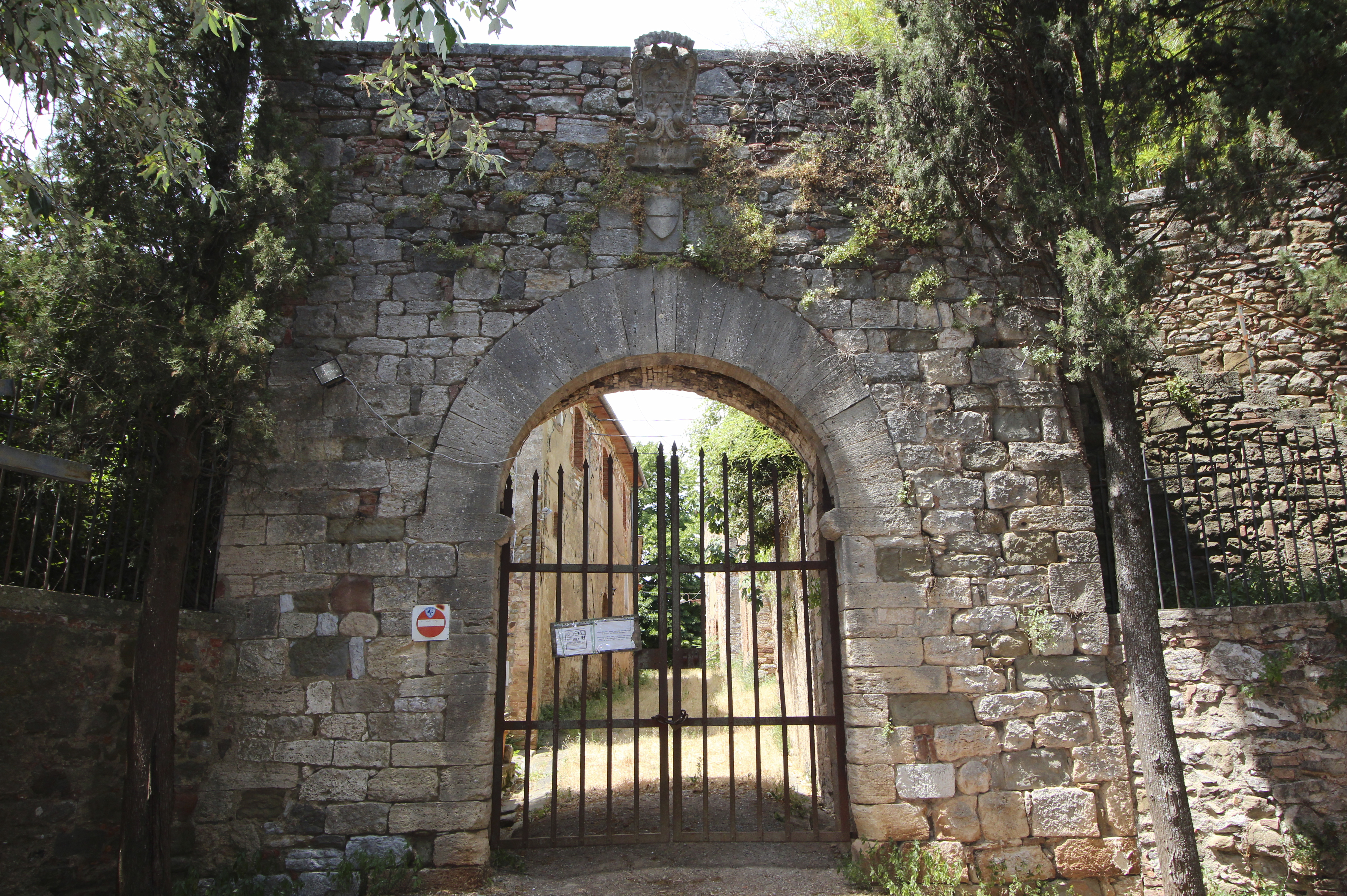
La porta d'ingresso al borgo
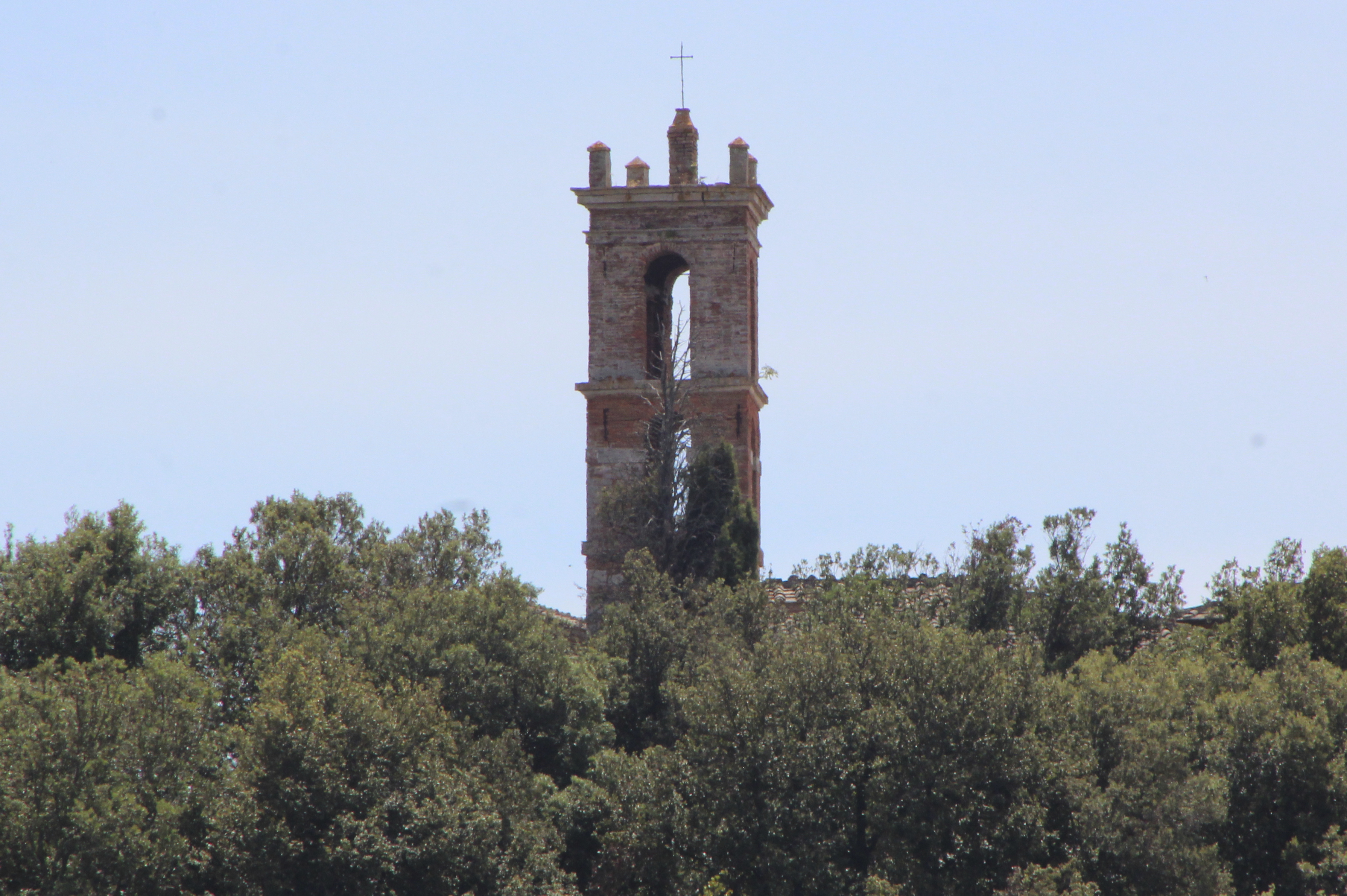
Il campanile della chiesa di San Pietro
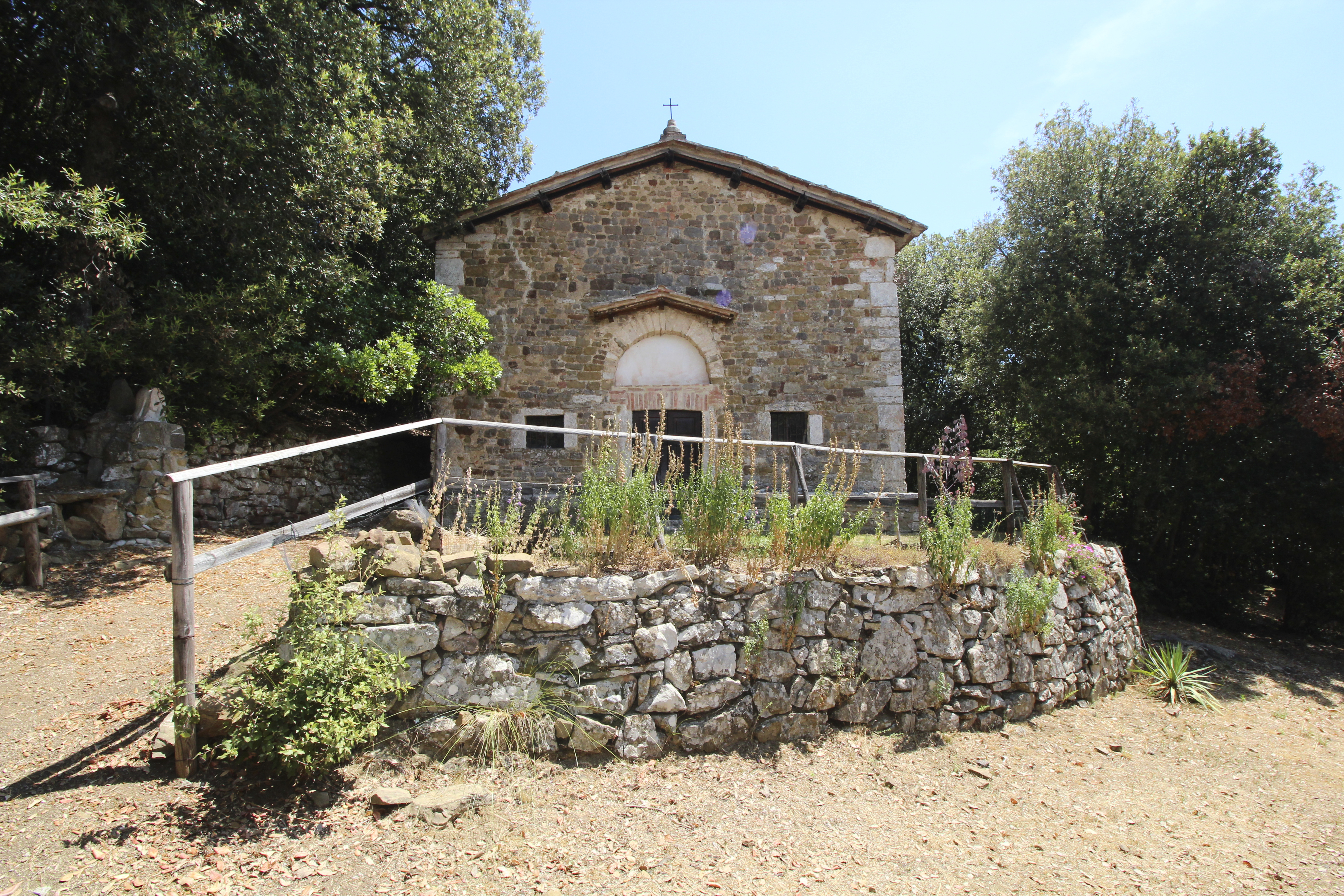
La chiesa di Santa Maria in Ferrata